# Kenji Gorré

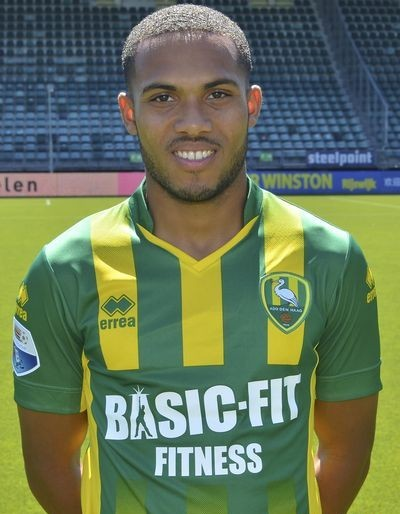
Kenji Gorré (2015).

Kenji Joel Gorré, född 29 september 1994 i Spijkenisse, är en nederländsk fotbollsspelare som spelar för Umm Salal. Han är son till Feyenoord-spelaren Dean Gorré och TV-personligheten Magali Gorré. Han har testspelat för Celtic utan att få en plats i laget. Eftersom Gorré är engelsk medborgare kan han spela för såväl engelska som nederländska landslaget. Han har spelat för Curaçaos landslag i november 2016 i en vänskapsmatch mot laget Excelsior i Rotterdam.